# Obrost drobny

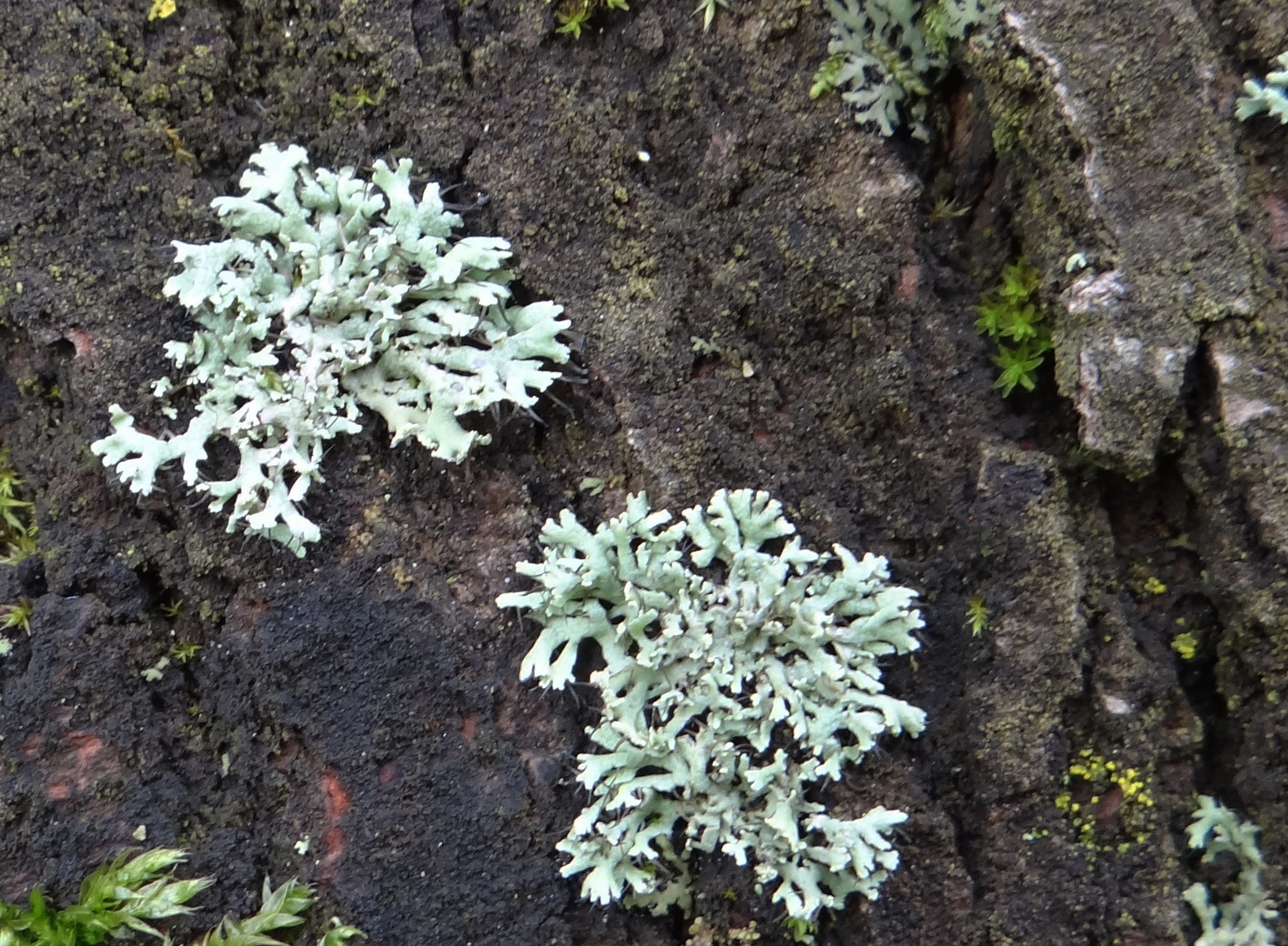

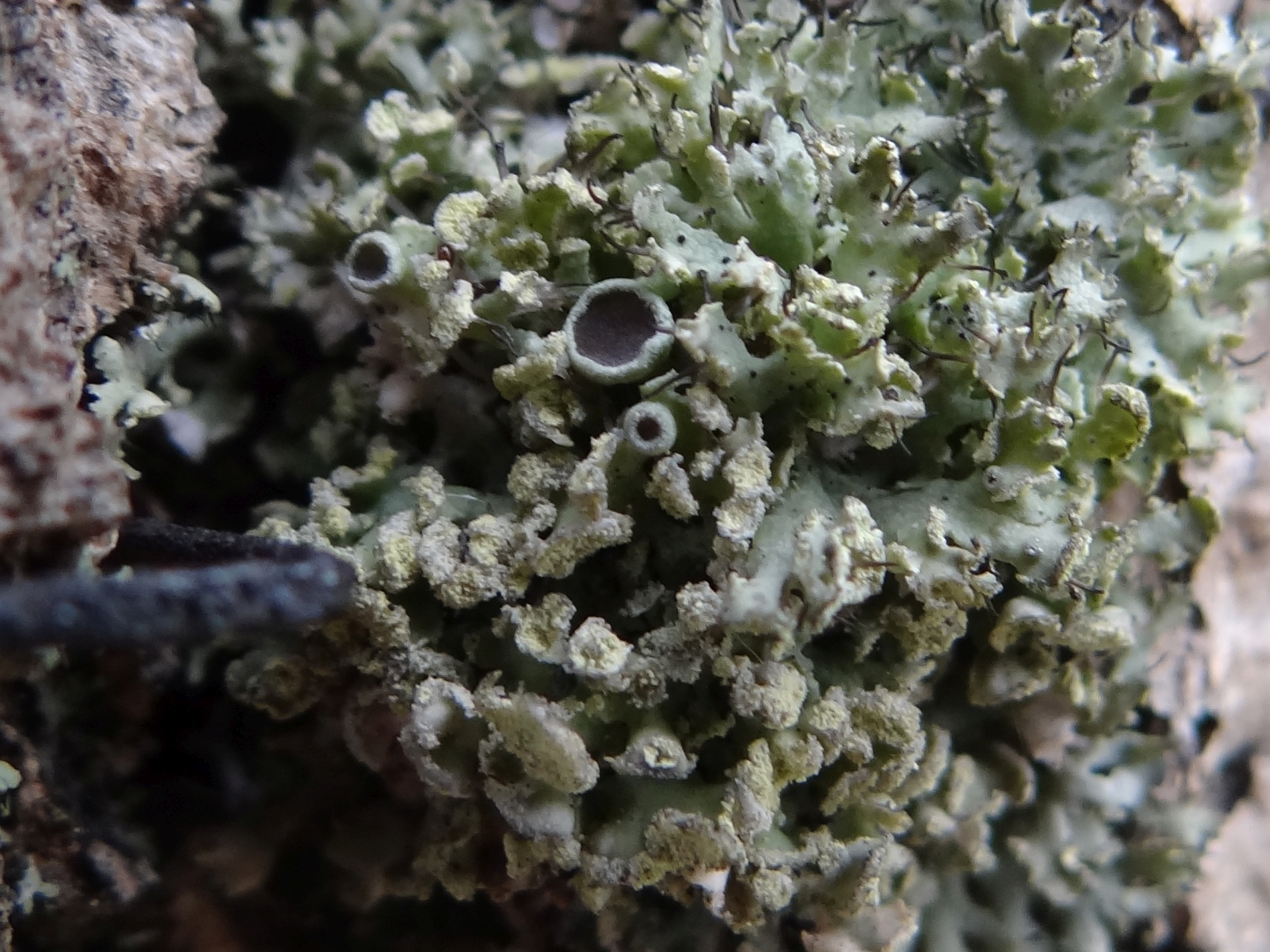
Plecha z owocnikami

Obrost drobny (Physcia tenella (Scop.) DC. – gatunek grzybów z rodziny obrostowatych (Physciaceae). Ze względu na współżycie z glonami zaliczany jest do porostów.

## Systematyka i nazewnictwo
Pozycja w klasyfikacji według Index Fungorum: Physcia, Physciaceae, Caliciales, Lecanoromycetidae, Lecanoromycetes, Pezizomycotina, Ascomycota, Fungi.
Po raz pierwszy gatunek ten opisany został w 1772 r. przez G. A. Scopoliego jako Lichen tenellus. Do rodzaju Physcia przeniósł go w 1805 r. Augustin Pyramus de Candolle i nazwa nadana przez tegoż autora jest według Index Fungorum prawidłowa.
Niektóre synonimy nazwy naukowej:

- Anaptychia tenella (Scop.) A. Massal. 1853
- Borrera tenella (Scop.) Ach. 1810
- Hagenia tenella (Scop.) De Not. 1846
- Lichen tenellus Scop. 1772
- Lobaria tenella (Scop.) Hepp 1867
- Parmelia marina (A. Nyl.) Arnold 1884
- Parmelia tenella (Scop.) Ach. 1803
- Physcia marina (A. Nyl.) Lynge 1916
- Physcia subobscura (Nyl.) Nyl. 1869
- Squamaria tenella (Scop.) A. Massal. 1860
- Xanthoria tenella (Scop.) Horw. 1912

Nazwa polska według Krytycznej listy porostów i grzybów naporostowych Polski.

## Morfologia
Plecha listkowata, tworząca rozetki o średnicy do 2 cm. Zawiera glony protokokkoidalne. Zazwyczaj sąsiednie plechy łączą się w większe skupiska. Plecha do podłoża początkowo przylega, później odstaje na końcach. Składa się z wielu odcinków o szerokości 0,3–1 mm, które są słabo widełkowato rozgałęzione, płaskie lub nieco wypukłe. Posiadają soralia, ale bez izydiów, a na wachlarzykowato rozszerzonych końcach oraz na brzegach odcinków znajdują się długie rzęski. Górna powierzchnia plechy ma barwę od białawej przez jasnopopielatą do szarej. Dolna strona plechy ma barwę białawą i posiada nieliczne chwytniki lub jest bez chwytników. Reakcje barwne: plecha K + żółty, C –, KP + intensywnie żółty do pomarańczowego.
Soralia znajdują się na końcach odcinków plechy, są płaskie, wargowe i mają barwę białą lub zielonobiałą. Apotecja spotyka się dość rzadko. Mają średnicę do 2 mm, ciemnobrunatne lub czarne, nagie lub nieco przyprószone tarczki i gładkie lub karbowane (u starszych owocników) brzeżki. W jednym worku powstaje po 8 dwukomórkowych, brunatnych askospor o zgrubiałych ścianach. Mają rozmiar 15–21 × 8–10 μm.

## Występowanie i siedlisko
Występuje w Ameryce Północnej, Środkowej i Południowej, Arktyce, Europie, Azji i kilku miejscach w Afryce. W Polsce jest pospolity w całym kraju. Główne siedlisko jego występowania to kora drzew liściastych, szczególnie poza zwartymi kompleksami leśnymi (w miejscach bardziej słonecznych). Rzadko spotykany jest na drewnie i na skalnym podłożu. Jest dość wytrzymały na zanieczyszczenia powietrza i spotyka się go nawet w dużych miastach. 
Czasami na plesze obrostu drobnego można zobaczyć różowe grudki. Są to sporodochia pasożytującego  na nim grzyba Illosporiopsis christiansenii.

## Gatunki podobne
Podobny morfologicznie jest obrost zmienny (Physcia dubia), jednak łatwo go odróżnić, gdyż nie posiada rzęsek. Trudniej odróżnić obrost wzniesiony (Physcia adscendens), który również ma rzęski. Ma on jednak bardziej wzniesione odcinki plechy, a ich końce są hełmiasto zakończone.